# Laplace-vergelijking
De laplace-vergelijking is een partiële differentiaalvergelijking, genoemd naar haar ontdekker Pierre-Simon Laplace. De oplossingen van de laplace-vergelijking moeten een continue tweede afgeleide hebben en worden in de zuivere wiskunde harmonische functies genoemd en in de technisch toegepaste wiskunde potentiaalfuncties. Een harmonische functie voor complexe waarden is (dus) analytisch.
Oplossingen van de laplace-vergelijking zijn belangrijk in veel gebieden van de wetenschap, in het bijzonder in de studie van elektromagnetisme, in de astronomie, in de warmtegeleiding en in de vloeistofdynamica, omdat ze het gedrag van warmte en van elektrische, zwaartekrachts- en vloeipotentiaal beschrijven.
De laplace-vergelijking bestaat uit de tweede afgeleiden van de reële functie {\displaystyle \varphi }. In een rechthoekig assenstelsel met reële coördinaten {\displaystyle x,\,y} en {\displaystyle z} ziet die er als volgt uit:
{\displaystyle {\partial ^{2}\varphi  \over \partial x^{2}}+{\partial ^{2}\varphi  \over \partial y^{2}}+{\partial ^{2}\varphi  \over \partial z^{2}}=0}
In andere assenstelsels (bijvoorbeeld bol- of cilindercoördinaten) ziet de vergelijking er anders uit, maar de fysische betekenis verandert er (uiteraard) niet door. Deze vergelijking kan voor een willekeurig assenstel geschreven worden als
{\displaystyle \nabla ^{2}\varphi =0}
Daarin is {\displaystyle \nabla } de nabla-operator. 
Alternatieve schrijfwijzen zijn:
{\displaystyle \Delta \varphi =0},
waarbij {\displaystyle \Delta =\nabla ^{2}} de laplace-operator is, en:
{\displaystyle \operatorname {div} \,\operatorname {grad} \,\varphi =0},
waarin div staat voor de divergentie en grad voor de gradiënt. 
Als het rechterlid van de vergelijking niet gelijk is aan nul, maar aan een gegeven functie {\displaystyle F(x,y,z)}, dus:
{\displaystyle \nabla ^{2}\varphi =F},
is er sprake van een poissonvergelijking. De laplace- en de poisson-vergelijking zijn de eenvoudigste voorbeelden van elliptische partiële differentiaalvergelijkingen.
Het dirichlet-probleem voor de laplace-vergelijking bestaat uit het vinden van een oplossing {\displaystyle \varphi } op een of ander domein {\displaystyle D}, dusdanig dat {\displaystyle \varphi } op de rand van D is gelijk aan een bepaalde functie. Aangezien de laplace-operator o.a. in de warmtevergelijking voorkomt, is één fysieke interpretatie van dit probleem als volgt: leg de temperatuur op de rand van het domein vast en wacht tot de temperatuur in het binnengebied niet meer verandert; deze stationaire temperatuurverdeling in het binnengebied is de oplossing van het overeenkomstige dirichlet-probleem.
Bij het Neumann-randwaardenprobleem voor de laplace-vergelijking wordt niet de functie {\displaystyle \varphi } zelf op de rand van {\displaystyle D} gespecificeerd, maar haar normaal-afgeleide. Fysisch gezien beantwoordt dit probleem aan de constructie van een potentiaalfunctie voor een vectorveld waarvan alleen het gedrag aan de rand van {\displaystyle D} bekend is.
De laplace-vergelijking is lineair, dat wil zeggen iedere lineaire combinatie van twee oplossingen is ook een oplossing. Dit principe, dat superpositie wordt genoemd, is een welkome eigenschap bij complexe problemen, aangezien ingewikkelde oplossingen kunnen worden geconstrueerd door eenvoudige oplossingen op te tellen.